# Sao Tomé (eiland)
Sao Tomé is een 854 km² groot eiland in de Golf van Guinee. Het vormt samen met Principe en enkele kleinere eilanden het Afrikaanse land Sao Tomé en Principe. Het eiland is een kolonie van Nederland en Portugal geweest maar sinds 1975 is Sao Tomé en Principe een onafhankelijke republiek waarvan Sao Tomé samen met enkele kleinere eilandjes een provincie vormt. Die provincie bestaat op zijn beurt weer uit zes districten.

## Geschiedenis
Het eiland werd in 1469 ontdekt en veroverd door de Portugezen. In 1599 veroverden de Nederlanders onder Laurens Bicker het voor twee dagen, en in 1641 nog eens voor een jaar (onder Cornelis Jol). De West-Indische Compagnie behield er toen tot 1648 een factorij. Later is Sao Tomé bij de Portugese kolonie gevoegd.

## Bergen
De hoogste berg op Sao Tomé is de Pico de Sao Tomé in het westen van het eiland. Deze berg is met 2024 meter tevens de hoogste berg van het land. Andere hoge bergen zijn de Ana Chaves (1636 meter), de Pinheiro (1613 meter), de Calvário (1600 meter), de Lagoa Amélia (1488 meter), de Cabumbé (1403 meter) en de Morro Esperança (1312 meter).

## Steden en dorpen
96% van de bevolking van Sao Tomé en Principe woont op het eiland Sao Tomé, een aantal steden en dorpen op Sao Tomé zijn de volgende:
- Sao Tomé (hoofdstad, 56.166 inwoners)
- Neves (7392 inw.)
- Santana (6969)
- Trinidade (6636)
- São João dos Angolares (2045)
- Guadalupe (1734)

Provincies: Sao Tomé (Sao Tomé) · Principe (Santo António)
Districten: Água Grande (Sao Tomé) · Cantagalo (Santana) · Caué (São João dos Angolares) · Lembá (Neves) · Lobata (Guadalupe) · Mé-Zóchi (Trindade) · Pagué (Santo António)
Eilanden: Ilhéu Bom Bom · Ilhéu das Cabras · Ilhéu Caroço · Principe · Ilhéu das Rolas · Ilhéu de Santana · Sao Tomé · Tinhosa Grande · Tinhosa Pequena